# Cantón de Villeneuve-sur-Lot-Sur
El cantón de Villeneuve-sur-Lot-Sur era una división administrativa francesa, que estaba situada en el departamento de Lot y Garona y la región de Aquitania.

## Composición
El cantón estaba formado por cinco comunas, más una fracción de la comuna que le daba su nombre:
- Bias
- Pujols
- Saint-Antoine-de-Ficalba
- Sainte-Colombe-de-Villeneuve
- Sembas
- Villeneuve-sur-Lot (fracción)

## Supresión del cantón de Villeneuve-sur-Lot-Sur
En aplicación del Decreto nº 2014-257 de 26 de febrero de 2014, el cantón de Villeneuve-sur-Lot-Sur fue suprimido el 22 de marzo de 2015 y sus 6 comunas pasaron a formar parte; cinco del nuevo cantón de Villeneuve-sur-Lot-2 y una del nuevo cantón de Le Confluent.